# Willem Lodewijk Meijer
Willem (Wim) Lodewijk Meijer (Groningen, 17 december 1941 - Narbonne-Plage, 15 juli 2007) was een Nederlandse kunstschilder, docent, recensent, auteur en dichter.
Met zijn publicaties speelde hij een rol bij de ontwikkeling van het Noordelijk Realisme dat zich ook wel presenteerde als Onafhankelijk Realisme.
In meerdere boeken over het werk van figuratieve realisten als Henk Helmantel en Rein Pol leverde hij kunsthistorische bijdragen.
Meijer deed vanaf 1960 de opleiding Vrije kunst aan de Academie Minerva in Groningen. Daarnaast behaalde hij zijn eerstegraads voor docent beeldende vorming en kunstgeschiedenis. Van 1970 tot 2005 gaf hij tekenles en doceerde hij kunst- en cultuurgeschiedenis, eerst aan het Gereformeerd Lyceum in Groningen en later aan de Gereformeerde Hogeschool in Zwolle.
Hij publiceerde meerdere kunsthistorische boeken en schreef 31 lemmata voor de nieuwe Christelijke Encyclopedie (2005). Ook publiceerde hij regelmatig over kunst en cultuur in het Nederlands Dagblad, Radix, het Reformatorisch Dagblad en andere bladen. 
Postuum verscheen van hem het samen met Diederik Kraaijpoel geschreven boek Niet alles is kunst en een bundel gedichten onder de titel Ankers Lichten.

## Publicaties
- Willem L. Meijer (1975): Kunst en Revolutie, Oosterbaan & Le Cointre, ISBN 90 6047 7707
- Willem L. Meijer (1977): Kunst en Maatschappij, Oosterbaan & Le Cointre, ISBN 90 6047 7839
- Willem L. Meijer (1978): Moderne kunst in onze maatschappij: Moderne kunst de school in?, Bijbelgetrouwe Wetenschap, ISBN 90 7014 512
- Willem L. Meijer (1992): Moderne Kunst en de mythe van de bron, Bijbel & Wetenschap, ISBN 90 7014 5227
- Willem L. Meijer (1994): Moderne Kunst en de mythe van de bron II: Bevrijdingsdenken, Bijbel & Wetenschap, ISBN 90 7014 5278
- Willem L. Meijer (1995): Kleinood en aanstoot, De Honderdguldenprent en andere bijbelse historiën van Rembrandt, J.J. Groen en Zoon, ISBN 90 5030 602 0
- Willem L. Meijer (2006): Beeldgedichten & beeldgedachten - Rembrandt en het Evangelie, Buijten & Schipperheijn, ISBN 978 90 6353 4790
- Willem L. Meijer (2006): Beelden bij het laatste bijbelboek aan de hand van de Apocalyps van Memling, DVD
- Willem L. Meijer (2008): Ankers Lichten, Buijten & Schipperheijn, ISBN 978 90 6353 5391

## Bijdragen aan de volgende boeken
- Willem L. Meijer (1978): Stillevens en Kerkinterieurs van Henk Helmantel, eigen uitgave
- Diederik Kraaijpoel, Willem L. Meijer, Hans van Seventer (1988): Henk Helmantel, Art Revisited, ISBN 90 72736 01
- Ruud Spruit, Hans van Seventer, Diederik Kraaijpoel, Willem L. Meijer (1997): Henk Helmantel, Koahsiung Museum of Fine Arts, Taiwan
- Femke Molenaar, Willem L. Meijer, Rein Pol (1997): Rein Pol, schilderijen, Art Revisited, ISBN 90-72736-04-4
- Willem L. Meijer (2005), 31 lemmata in: Christelijke Encyclopedie, Kok - Kampen, ISBN 978 90 4350 3501
- Willem L. Meijer (2006), Vier beelden, vier eenzaamheden, in Eep E.A. Talstra e.a., Ongekend - over eenzaamheid, Sensor, ISBN 978 90 5560 348 0
- Diederik Kraaijpoel, Willem L. Meijer, Lennaart Allan (2010): Niet alles is kunst, Aspekt, ISBN 978 90 5811 866 9

## Afbeeldingen

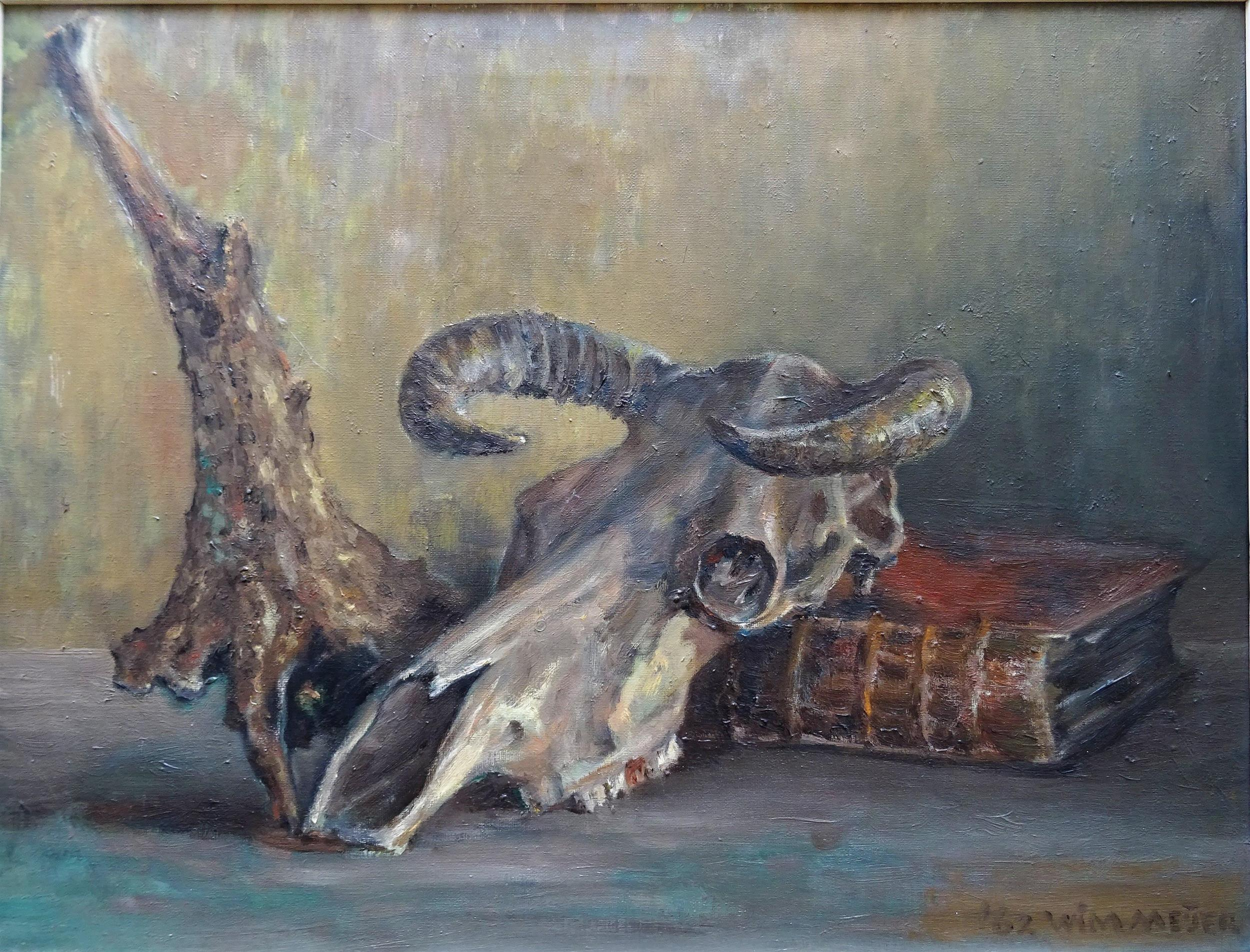
Willem L. Meijer, Stilleven 1, 1962
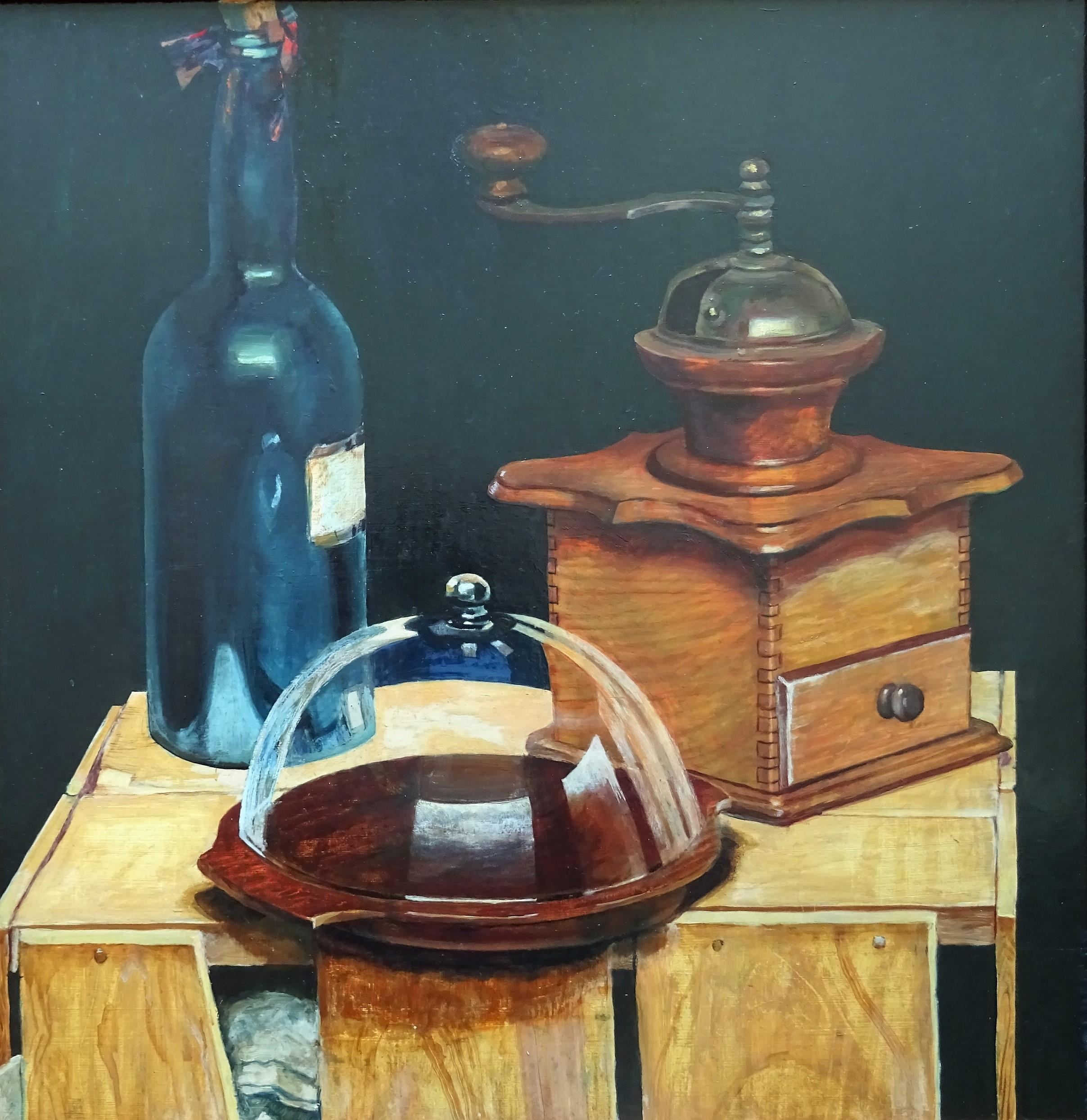
Willem L. Meijer, Stilleven 2, 1987
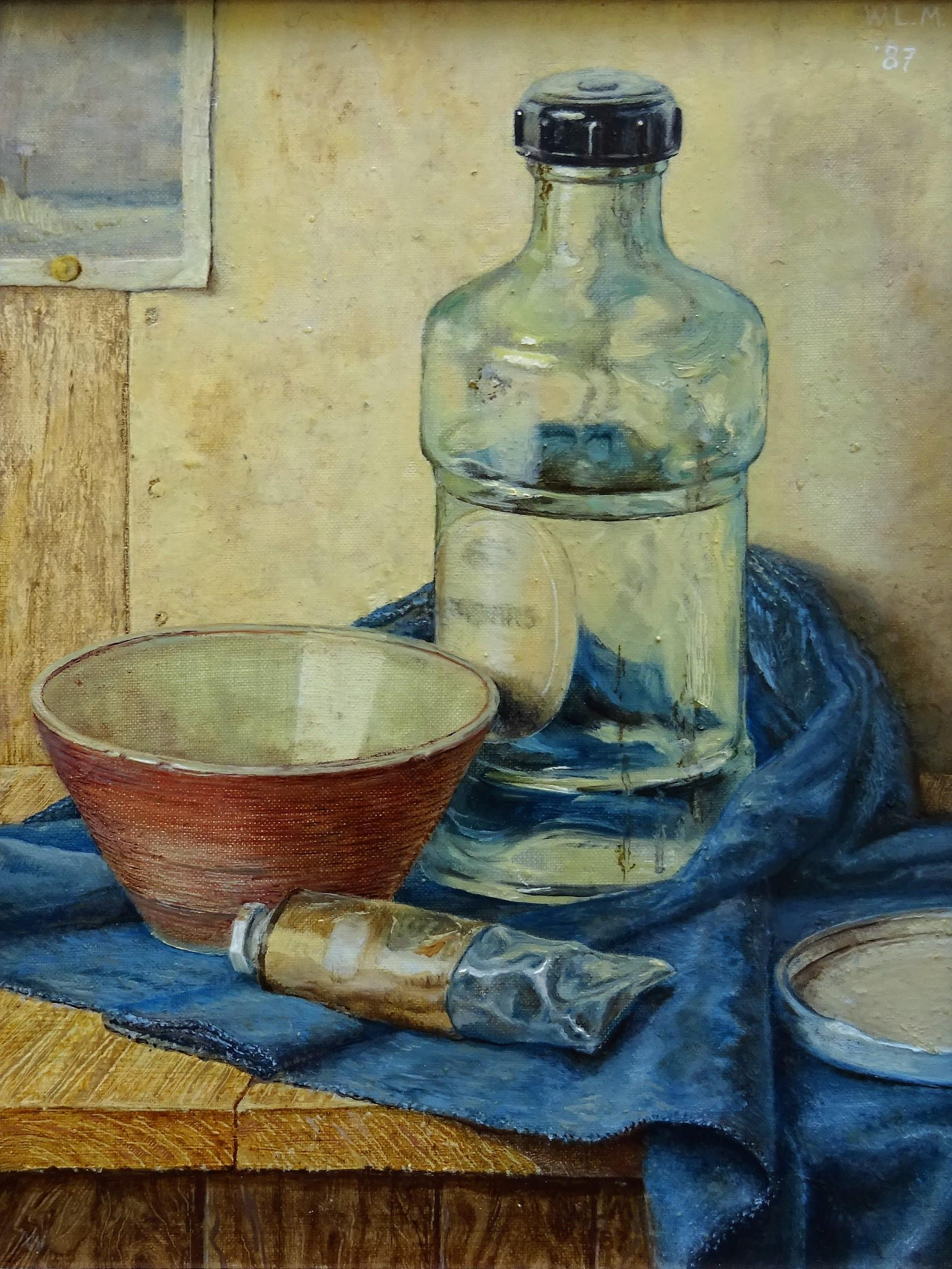
Willem L. Meijer, Stilleven 3, 1987

- Biografisch Portaal: 45367867
- Gemeinsame Normdatei: 137004737
- International Standard Name Identifier: 0000 0000 5557 9639
- Library of Congress Control Number: n90649746
- Nederlandse Thesaurus van Auteursnamen: 071550259
- RKD-Nederlands Instituut voor Kunstgeschiedenis: 279098
- Système universitaire de documentation: 257046542
- Virtual International Authority File: 50846434
- WorldCat: E39PBJgtbYXd9vDxjBfj639Rrq